# X Factor 2026 (Danmark)
|  | Denne artikel beskriver en fremtidig begivenhed Denne artikel eller sektion handler om planlagt eller forventet fremtidig begivenhed. Der kan forekomme spekulativ information, og indholdet kan ændres dramatisk når begivenheden nærmer sig og mere information bliver tilgængelig. |

X Factor 2026 er den 19. sæson af talentkonkurrencen X Factor. Sæsonen bliver vist for syvende gang på TV 2.
6. marts 2025 åbnede tilmeldingen til X Factor 2026, sæson 19.
Til finalen den 4. april 2025 afslørede Maria Fantino, at hun kommer til have værtsrollen igen i 2026.
Den 6. april har Simon Kvamm valgt at stoppe som dommer i X Factor.
Den 12. august 2025 blev det afsløret, at Thomas Blachman og Oh Land ville vende tilbage som dommere i X Factor 2026. Ny dommer bliver Benjamin Hav.